# Europese kampioenschappen boogschieten 2024 (outdoor)
De Europese kampioenschappen boogschieten 2024 zijn door de World Archery Europe (WAE) georganiseerde kampioenschappen voor boogschutters. De 28e editie van de Europese kampioenschappen outdoor vonden plaats in het Duitse Essen van 7 tot 12 mei 2024.

## Resultaten

### Mannen
| Onderdeel              | Goud                                                  | Goud | Zilver                                           | Zilver | Brons                                                 | Brons |
| ---------------------- | ----------------------------------------------------- | ---- | ------------------------------------------------ | ------ | ----------------------------------------------------- | ----- |
| Recurve - individueel  | Mete Gazoz                                            | TUR  | Den Habjan Malavašič                             | SLO    | Jean-Charles Valladont                                | FRA   |
| Recurve - team         | Baptiste Addis Thomas Chirault Jean-Charles Valladont | FRA  | Federico Musolesi Mauro Nespoli Alessandro Paoli | ITA    | Berkay Akkoyun Mete Gazoz Berkim Tümer                | TUR   |
| Compound - individueel | Mathias Fullerton                                     | DEN  | Shamai Yamrom                                    | ISR    | Mike Schloesser                                       | NED   |
| Compound - team        | Marco Bruno Michea Godano Federico Pagnoni            | ITA  | Batuhan Akçaoğlu Emircan Haney Yağız Sezgin      | TUR    | Rasmus Bramsen Nicklas Bredal Bryld Mathias Fullerton | DEN   |

### Vrouwen
| Onderdeel              | Goud                                        | Goud | Zilver                                                | Zilver | Brons                                          | Brons |
| ---------------------- | ------------------------------------------- | ---- | ----------------------------------------------------- | ------ | ---------------------------------------------- | ----- |
| Recurve - individueel  | Katharina Bauer                             | GER  | Elia Canales                                          | ESP    | Lisa Barbelin                                  | FRA   |
| Recurve - team         | Lisa Barbelin Amélie Cordeau Caroline Lopez | FRA  | Quinty Roeffen Gaby Schloesser Laura van der Winkel   | NED    | Katharina Bauer Charline Schwarz Elisa Tartler | GER   |
| Compound - individueel | Ella Gibson                                 | GBR  | Elisa Roner                                           | ITA    | Hazal Burun                                    | TUR   |
| Compound - team        | Hazal Burun Ayşe Bera Süzer Begüm Yuva      | TUR  | Paula Díaz Morillas Alexa Misis Olivares Andrea Muñoz | ESP    | Lisell Jäätma Meeri-Marita Paas Maris Tetsmann | EST   |

### Gemengd
| Onderdeel       | Goud                          | Goud | Zilver                        | Zilver | Brons                             | Brons |
| --------------- | ----------------------------- | ---- | ----------------------------- | ------ | --------------------------------- | ----- |
| Recurve - team  | Florian Unruh Katharina Bauer | GER  | Conor Hall Bryony Pitman      | GBR    | Steve Wijler Laura van der Winkel | NED   |
| Compound - team | Mike Schloesser Sanne de Laat | NED  | Domagoj Buden Amanda Mlinarić | CRO    | Emircan Haney Ayşe Bera Süzer     | TUR   |

### Medaillespiegel
| Plaats | Land                | Goud | Zilver | Brons | Totaal |
| 1      | Turkije             | 2    | 1      | 3     | 6      |
| 2      | Frankrijk           | 2    | 0      | 2     | 4      |
| 3      | Duitsland           | 2    | 0      | 1     | 3      |
| 4      | Italië              | 1    | 2      | 0     | 3      |
| 5      | Nederland           | 1    | 1      | 2     | 4      |
| 6      | Verenigd Koninkrijk | 1    | 1      | 0     | 2      |
| 7      | Denemarken          | 1    | 0      | 1     | 2      |
| 8      | Spanje              | 0    | 2      | 0     | 2      |
| 9      | Israël              | 0    | 1      | 0     | 1      |
| 9      | Kroatië             | 0    | 1      | 0     | 1      |
| 9      | Slovenië            | 0    | 1      | 0     | 1      |
| 12     | Estland             | 0    | 0      | 1     | 1      |
| Totaal | Totaal              | 10   | 10     | 10    | 30     |